# Okskaja
Okskaja (in russo Окская?) è una stazione della linea 15 della metropolitana di Mosca. Inaugurata il 27 marzo 2020, la stazione serve il quartiere di Rjazanskij. È una delle poche stazioni della rete ad avere banchine laterali e non ad isola. Particolarità della stazione è data dall'illuminazione, composta da dei led circolari inseriti nel soffitto blu, che danno l'effetto di riflettersi come cerchi nell'acqua sul pavimento, realizzato in granito grigio siberiano.

## Galleria d'immagini

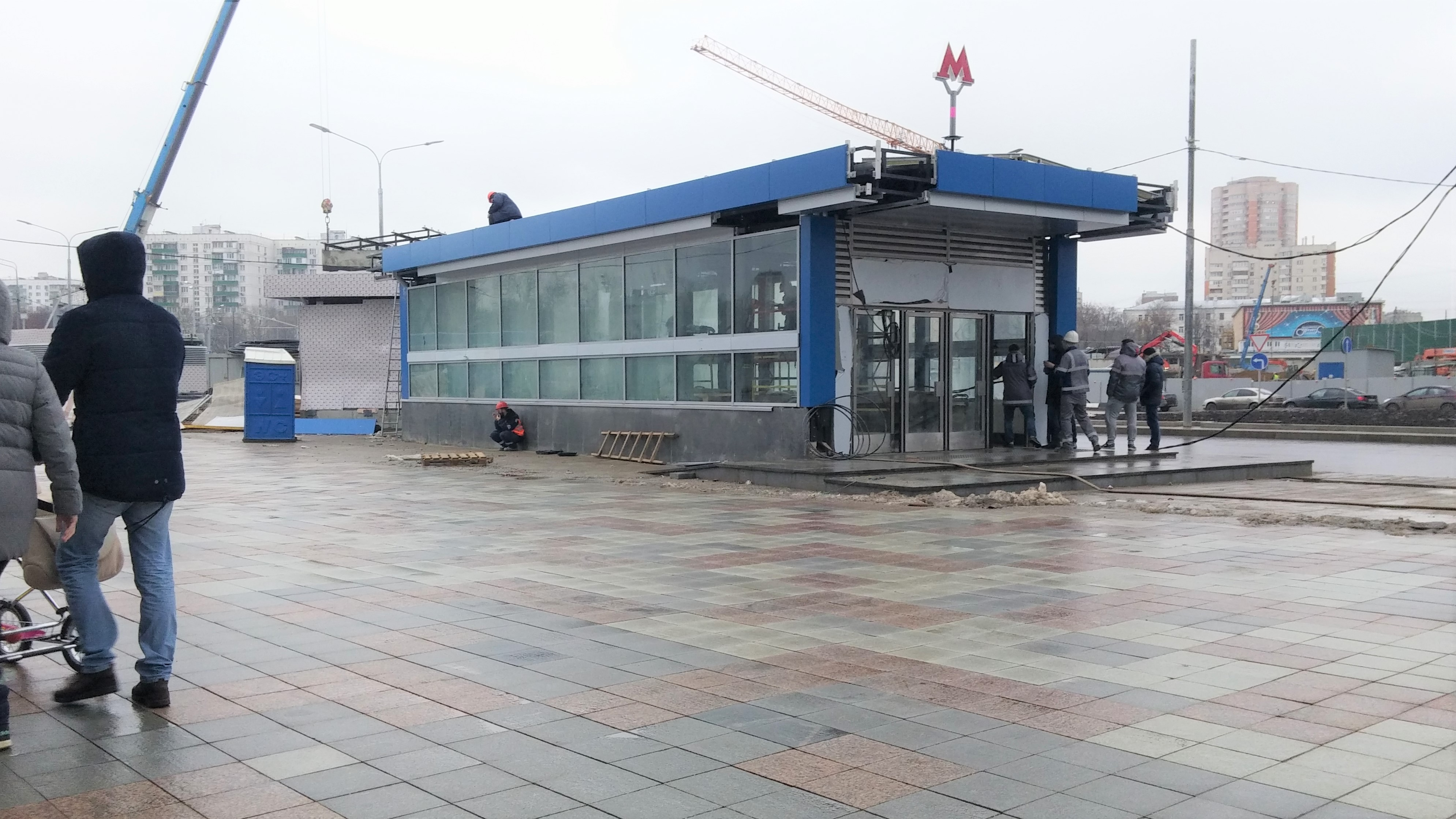
Costruzione dell'ingresso della stazione